# Karl Georg Kaiser (Politiker)
Karl Georg Kaiser (auch Carl Georg Kaiser oder Keyser) (* 10. Juli 1817 in Stans; † 4. Oktober 1865 ebenda) war ein Schweizer Politiker. Von 1857 bis 1865 gehörte er als Vertreter der Konservativen dem Regierungsrat des Kantons Nidwalden an.

## Leben
Karl Georg Kaiser wurde als Sohn des Spitalherrs Karl Georg Kaiser (genannt «Chastel-Karli») und der Karolina Trachsler geboren. Er lebte in der Winkelriedhostatt.
Auf Gemeindeebene war Karl Georg Kaiser Mitglied des Gemeinderats von Stans. Kaiser war zudem Mitglied des Vermittlungsgerichts.  Er wurde vom Volk an der Landsgemeinde vom  26. April 1857 in den Regierungsrat gewählt und starb 1865 im Amt. In der Nidwaldner Regierung war Kaiser Zeugherr. Karl Georg Kaiser war Mitglied der Finanzkommission  und der Militärkommission.
Karl Georg Kaiser heiratete am 24. Mai 1841 in Stans Karolina Zimmermann. Aus dieser Ehe stammen zehn Kinder (je fünf Söhne und Töchter). Mehrere Töchter starben im Kindesalter. Der Sohn Karl Georg Kaiser war ebenfalls Regierungsrat.

## Quelle
- Altes Stammbuch. Band V, Kaiser/Keiser I, 29 (Seite 14).